# 赫罗哈尔利
赫罗哈尔利（Herohalli），是印度卡纳塔克邦Bangalore县的一个城镇。总人口18066（2001年）。

## 人口
该地2001年总人口18066人，其中男性9573人，女性8493人；0—6岁人口2355人，其中男1202人，女1153人；识字率72.11%，其中男性为78.49%，女性为64.91%。